# Hôtel Cohn-Donnay
L'Hôtel Cohn-Donnay (ou Maison Cohn-Donnay) est une réalisation de style Art nouveau  située dans la commune bruxelloise de Saint-Josse-ten-Noode. Il a été occupé par le restaurant De ultieme Hallucinatie.

## Historique
Située au pied de l’imposante église royale Sainte-Marie au no 316 de la rue Royale à Saint-Josse-ten-Noode, la façade d'origine néo-classique construite en 1841 fut transformée en 1904 par l'architecte Paul Hamesse dans un style Art nouveau. L'intérieur fut, lui aussi, totalement modifié par le même architecte dans un même style Art nouveau géométrique ainsi que la coupole de l'orangerie à l'arrière du bâtiment.
Le 18 décembre 1981, après restauration et rénovation, le nouveau propriétaire a ouvert le restaurant De Ultieme Hallucinatie, qui est fermé depuis le décès de celui-ci en décembre 2009. Sa réouverture a eu lieu en 2013.

## Façade
La façade quoique de couleur verte est restée résolument néo-classique à l'exception de l'adjonction d'un imposant bow-window (oriel) au centre du premier étage. Ce bow-window, d'une très grande modernité, est décoré par des disques et des traits dorés et surmonté par un balcon en fer forgé aux motifs géométriques audacieux dont d'originaux rectangles ajourés disposés en diagonales.

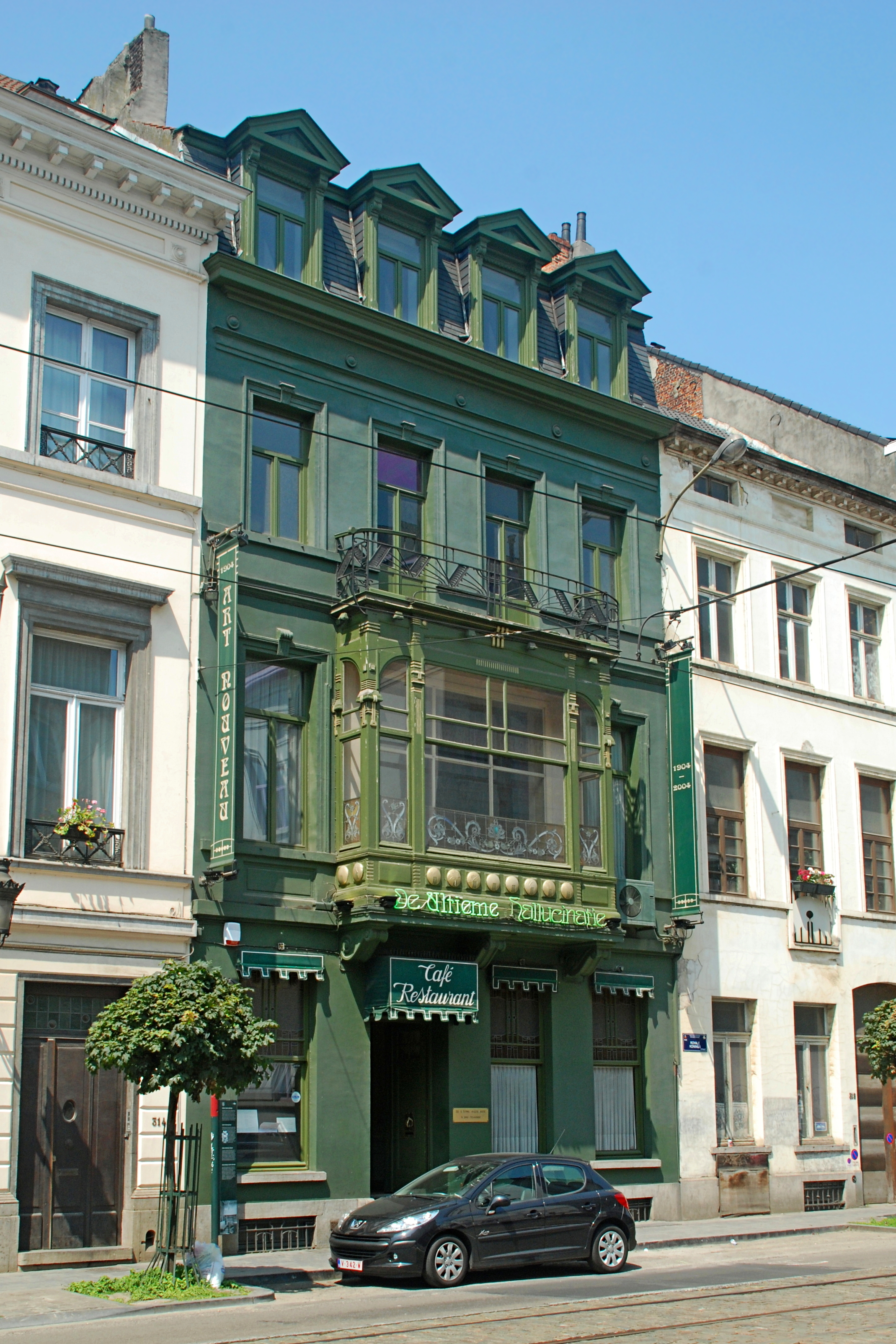
Façade.
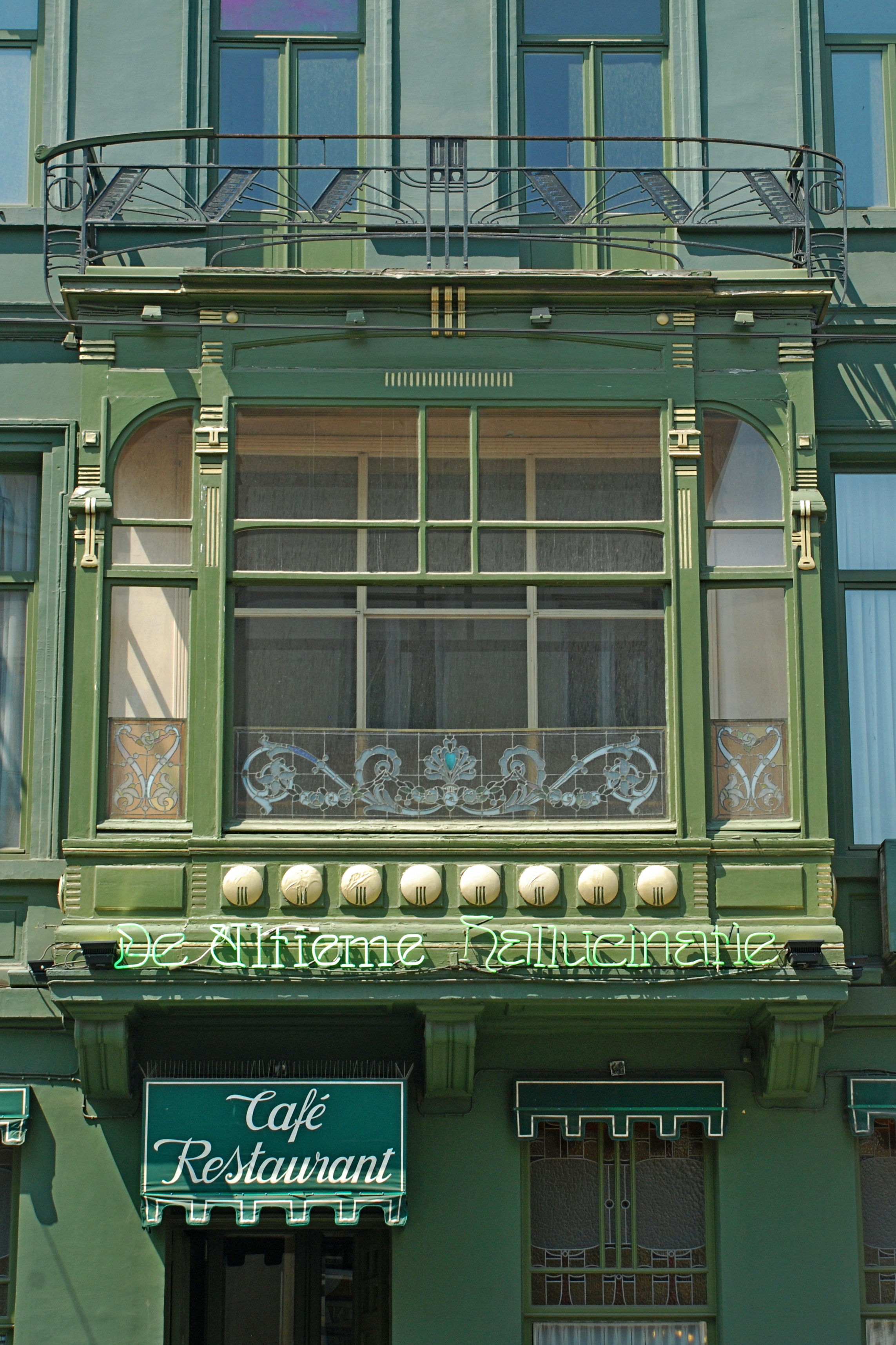
Oriel.
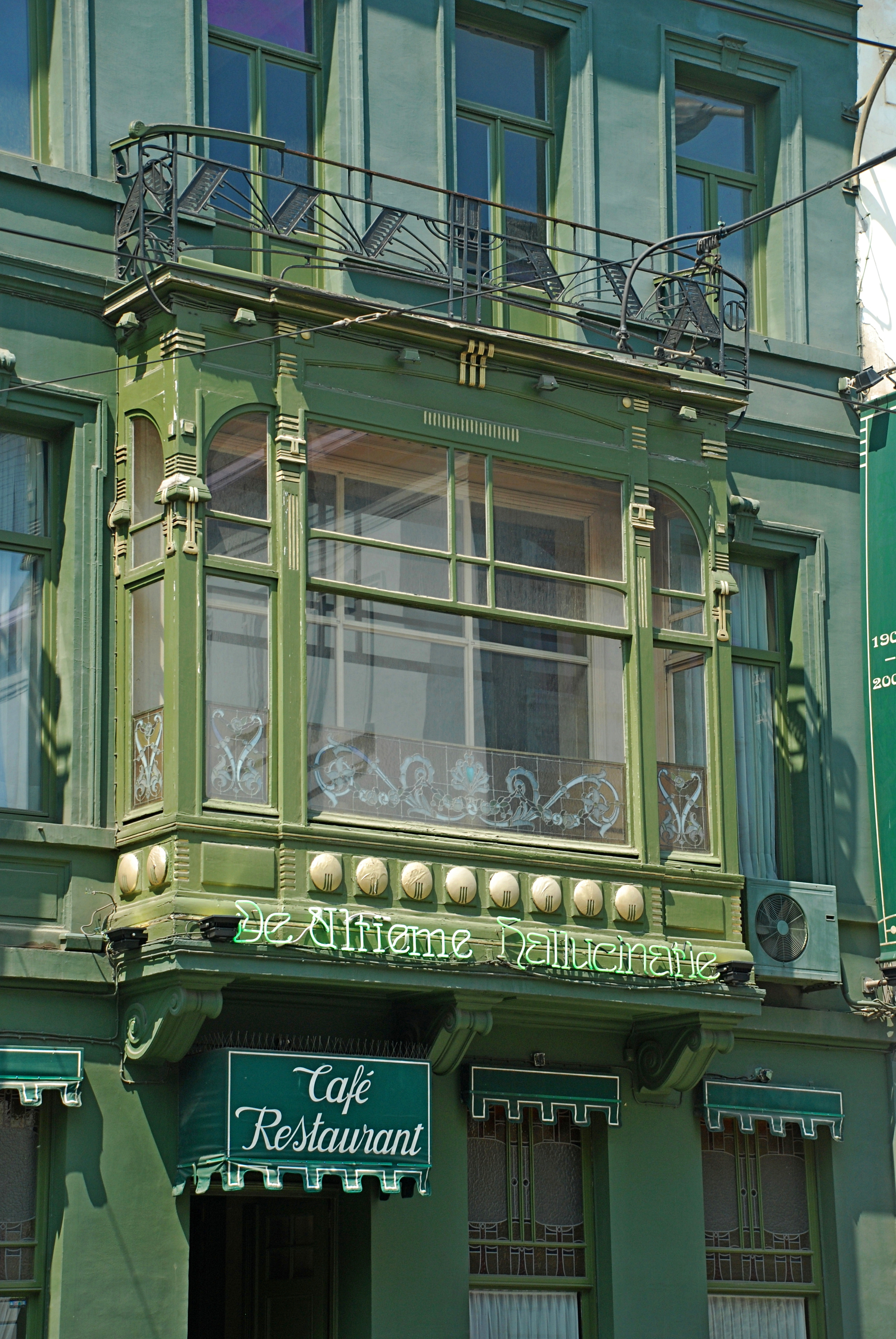
Oriel.
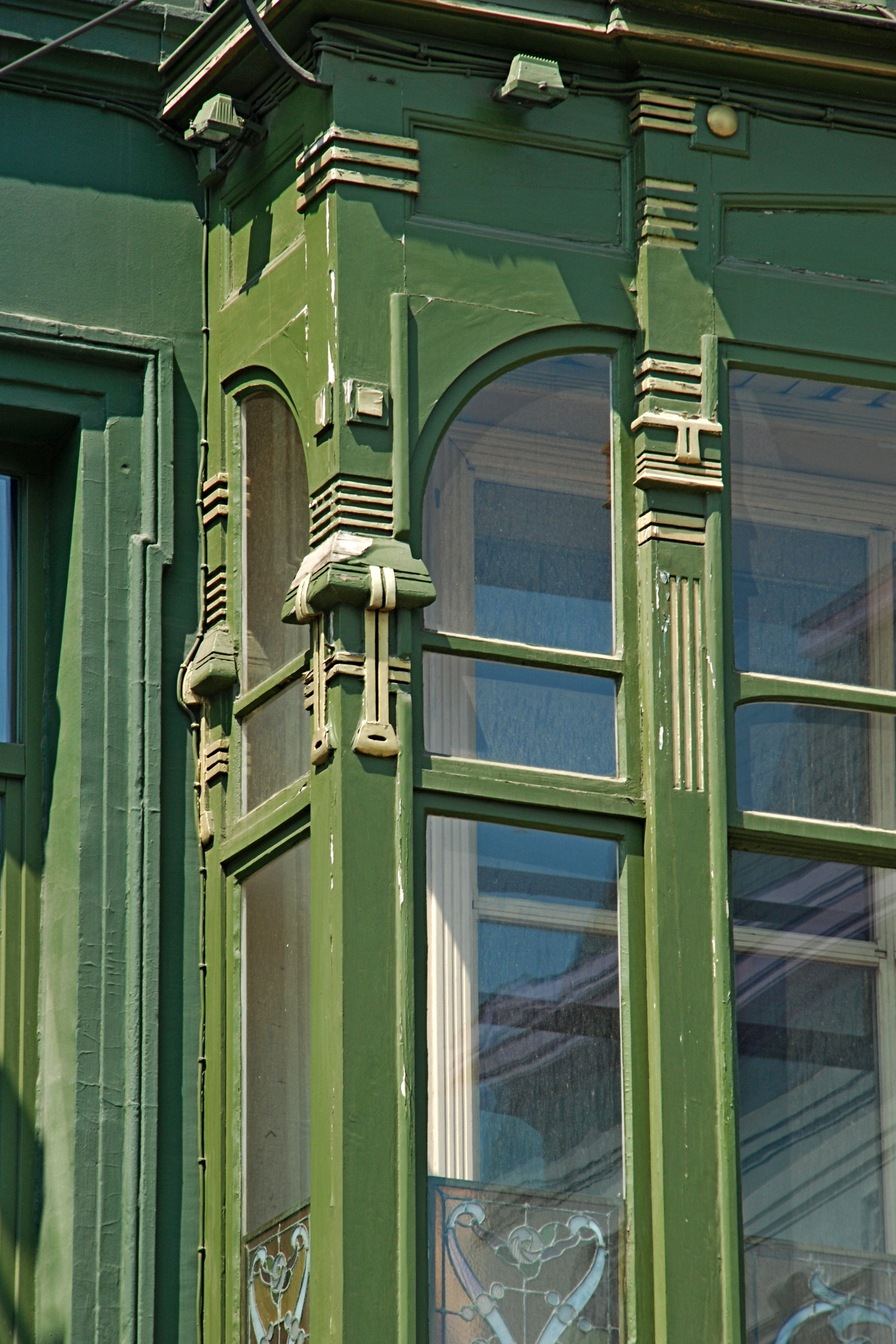
Détail de l'oriel.

## Intérieur
Outre l'entrée, le rez-de-chaussée est divisé en cinq pièces. D'un côté se trouvaient les salles de billard et de jeu d'échecs. De l'autre côté, un grand et un petit salon ainsi que la salle à manger. Ce sont ces dernières pièces qui faisaient office de brasserie-restaurant.
Parmi les éléments de décoration intérieure les plus significatifs, on peut remarquer les vitraux aux nuances de jaunes de la salle de billard, le lanterneau vitré aux motifs géométriques faisant penser à l'Art déco de la salle de jeu d'échecs ou encore l'escalier aux boiseries japonisantes.

### Sources
- L'ancien hôtel Cohn-Donnay sur le site de l'inventaire du patrimoine architectural de la Région de Bruxelles-Capitale
- Dierkens-Aubry, F., Vandenbreeden, J., Art Nouveau en Belgique. Architectures et intérieurs, Paris, Louvain-la-Neuve, 1991, pp. 205-207.
- Mesnil, C., L'Art nouveau aujourd'hui à Bruxelles, Collet, Braine-l'Alleud, 1992, pp. 61-63.